# Leucoinocybe lenta
Leucoinocybe lenta är en svampart som först beskrevs av René Charles Maire, och fick sitt nu gällande namn av Rolf Singer 1943. Leucoinocybe lenta ingår i släktet Leucoinocybe och familjen Tricholomataceae.   Inga underarter finns listade i Catalogue of Life.